# Szczelina przy Maszynowni
Szczelina przy Maszynowni – schronisko w Dolinie Szklarki na Wyżynie Olkuskiej wchodzącej w skład Wyżyny Krakowsko-Częstochowskiej. Znajduje się w orograficznie lewych zboczach Wąwozu do Smokówki (prawe odgałęzienie Doliny Szklarki). Administracyjnie położone jest w obrębie wsi Jerzmanowice w gminie Zabierzów, w powiecie krakowskim, w województwie małopolskim.
Szczelina przy Maszynowni znajduje się w niewielkiej wapiennej skałce na południowych zboczach lewego odgałęzienia Wąwozu do Smokówki – Przycniego Dołu. Tuż obok niej jest dobrze widoczny Tunel Maszynownia przebijający skałę na wylot. Szczelina do Maszynowni znajduje się około 1,5 na północny wschód od jego północno-zachodniego otworu. Ma postać nyży na pionowej szczelinie opadającej w głąb skały. Jej otwór ma wysokość 2,5 m i szerokość 0,85 m. 
Obiekt powstał w późnojurajskich wapieniach skalistych. Jego ściany są spękane, zwietrzałe z wżerami korozyjnymi, grzybkowymi naciekami,  skonsolidowanym mlekiem wapiennym i czarnymi naskorupieniami. W otworze rozwijają się porosty i glony. Ze zwierząt obserwowano pajęczaki, muchówki, komary i ślimaki.

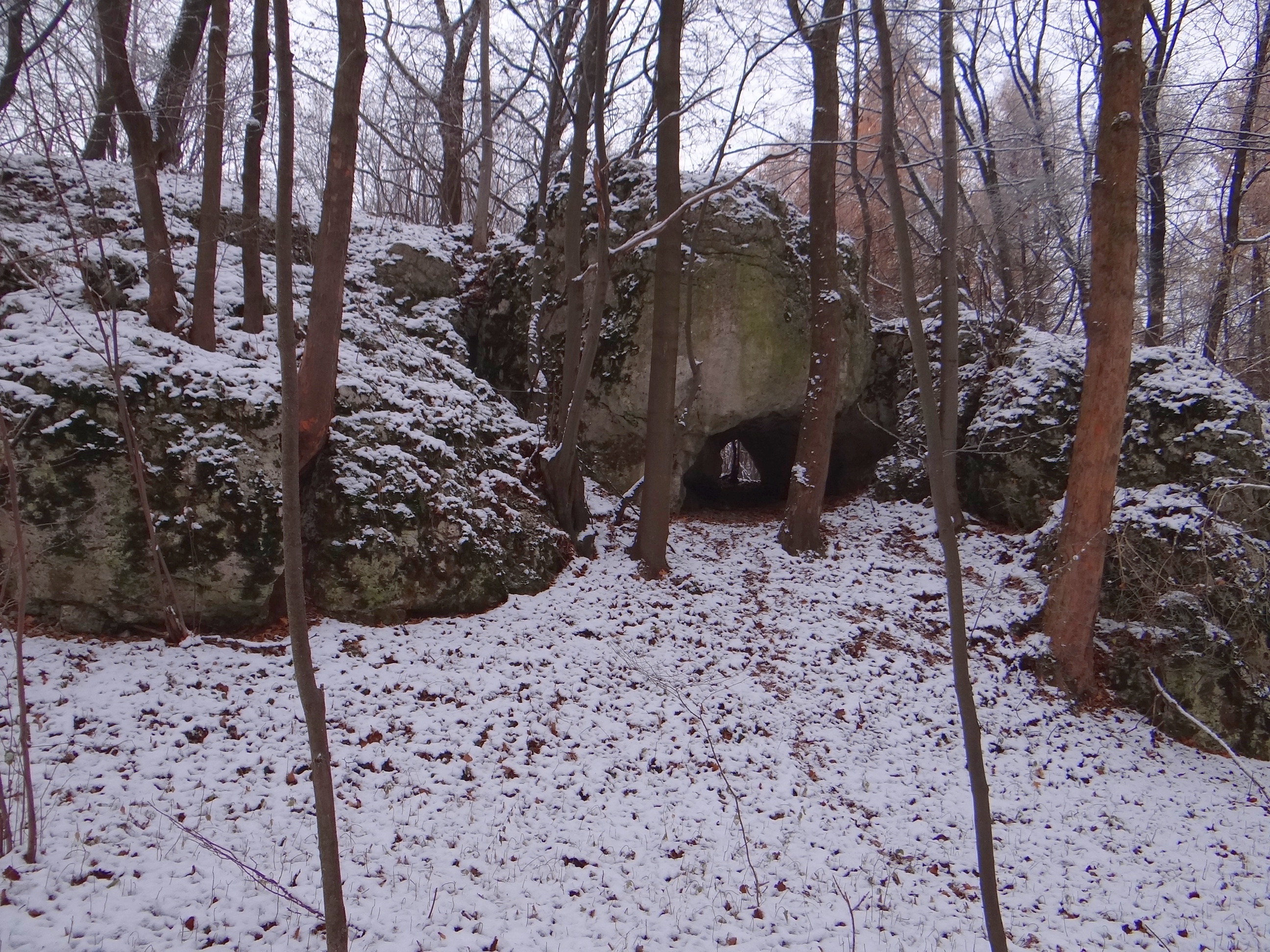
Skała  z obydwoma obiektami jaskiniowymi
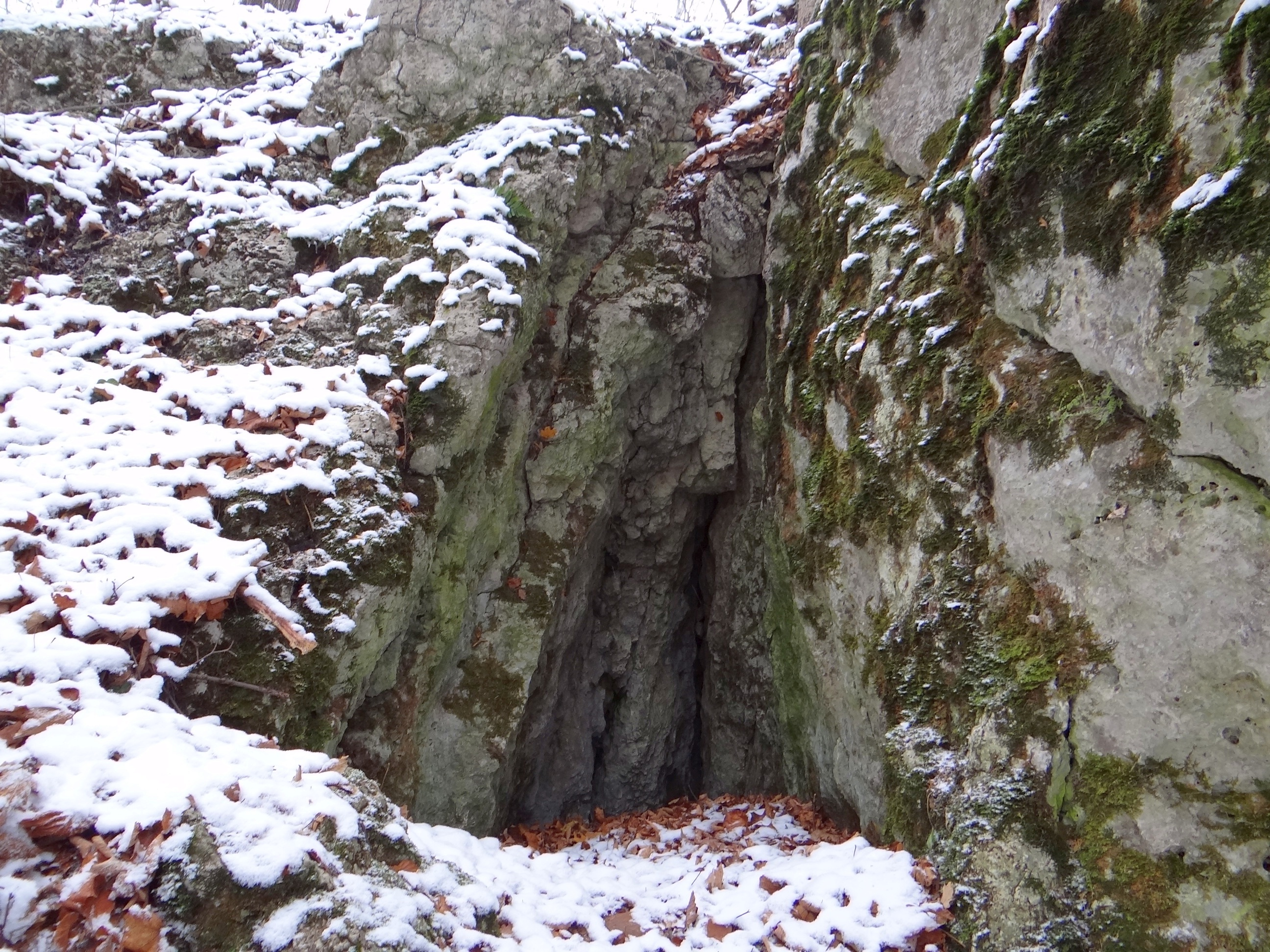
Szczelina przy Maszynowni
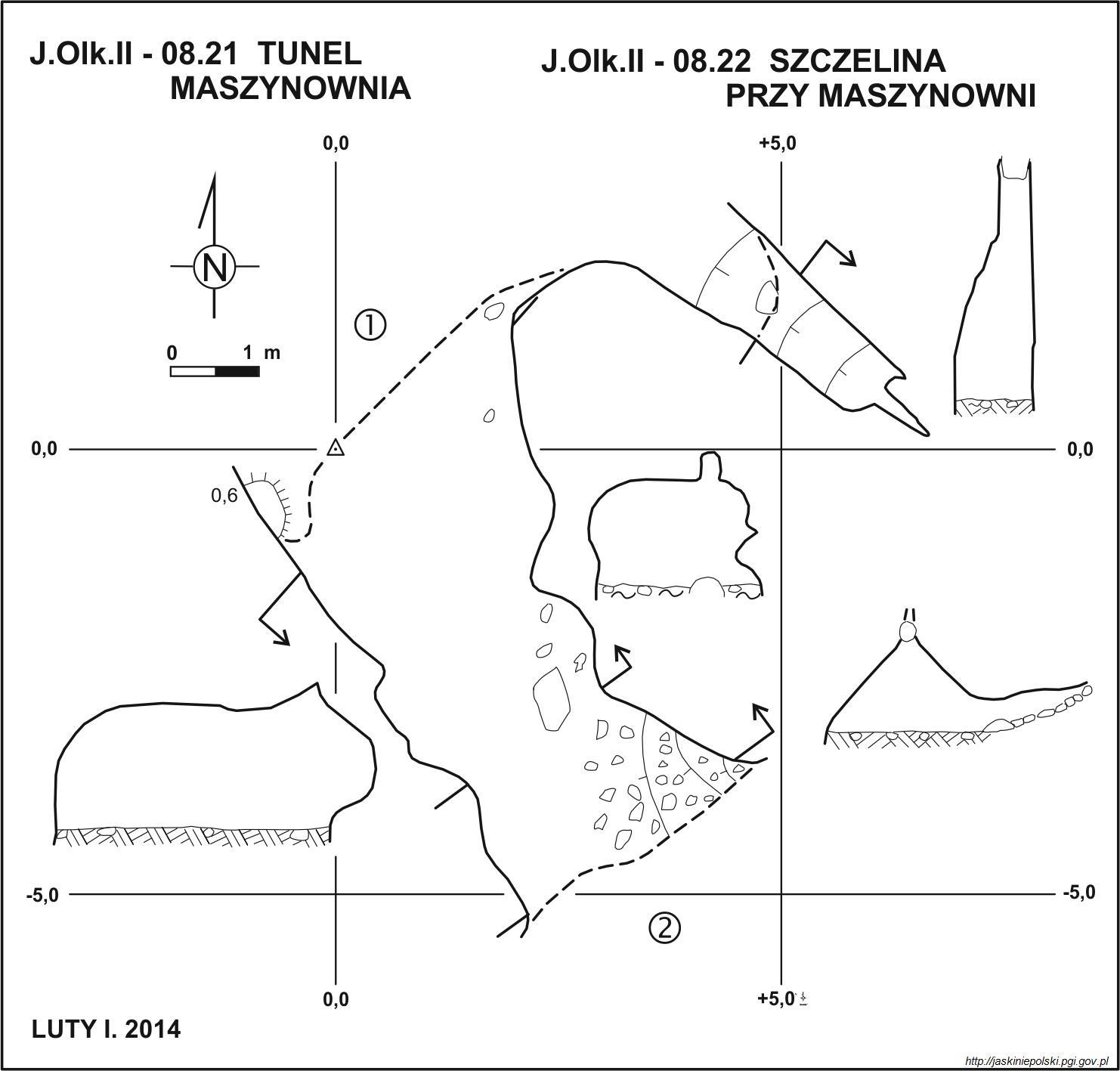
Plan